# Джентльмени
«Джентльмени» (англ. The Gentlemen) — британський комедійний бойовик режисера Гая Річі, знятий за власним сценарієм, написаним у співавторстві з Айваном Аткінсоном, Марною Девіс, з Меттью Мак-Конегі, Чарлі Ганнемом, Генрі Голдінгом, Мішель Докері, Коліном Фарреллом і Г'ю Грантом у головних ролях.
Прем'єра фільму відбулася у кінотеатрі Curzon Mayfair (США) 3 грудня 2019 року. В Україні стрічка вийшла 13 лютого 2020 року за сприяння Вольга Україна.

## Сюжет
Мікі Пірсон, емігрант зі Сполучених Штатів, який закінчив Оксфордський університет, вирішив направити свій блискучий розум на створення неймовірно прибуткової бізнес-імперії. Виробництво марихуани завжди була затребуване, так чому ж не відкрити кілька філій у Лондоні, самому серці Сполученого Королівства. Схема вийшла ну дуже вдалою, пора б і продати її якимось грошовим мішкам із Оклахоми. Ось тут-то Пірсона й наздогнав справжній кримінальний світ Англії з його чарівними джентльменами, кожен із яких хотів би стати на шляху в Мікі. Звичайно ж, будуть і перестрілки, і кілька випадкових вбивств, і нестандартні схеми — ці джентльмени вміють вести справи витончено.

## У ролях
| Актор             | Роль           |
| ----------------- | -------------- |
| Меттью Мак-Конегі | Міккі Пірсон   |
| Чарлі Ганнем      | Реймонд        |
| Генрі Голдінг     | Нелюдь         |
| Мішель Докері     | Розалінд       |
| Джеремі Стронг    | Метью          |
| Едді Марсан       | Великий Дейв   |
| Колін Фаррелл     | Тренер         |
| Г'ю Грант         | Флетчер        |
| Джейсон Вонг      | Бліах (Phuc)   |
| Бріттані Ешворт   | Рубі           |
| Еліот Самнер      | Лора Прессфілд |
| Лайн Рені         | Джекі          |
| Кріс Евангелу     | Праймтайм      |
| Євгенія Кузьміна  | Міша           |

## Український Дубляж
- Студія: Постмодерн
- Режисер дубляжу: Павло Скороходько
- Переклад: Анна Пащенко
- Координатор проекту: Наталя Філіппова

Ролі дублювали:
- Флетчер - Олег Лепенець
- Майкл - Андрій Твердак
- Рей - Сергій Могилевський
- Тренер - Дмитро Завадський
- Розалінда - Юлія Перенчук
- Метью - Павло Скороходько
- Нелюд - Микола Сирокваш
- Ерні, Роджер - Роман Молодій
- Банні, Марв, Наратор - Кирило Нікітенко
- Дейв, Френк - Дмитро Вікулов
- Бліах, Мурка - Андрій Соболєв
- Лорд Джордж - Олесь Гімбаржевський
- Пресфілд - Михайло Кришталь
- Леді Пресфілд - Олена Бліннікова
- Дейв, Расс - Володимир Кокотунов
- Лорд Генрі, Продюсер - Олександр Шевчук
- Генрі Ґолдінґ — Микола Сирокваш

А також: Дмитро Тварковський, Володимир Канівець, Михайло Тишин, Олександр Солодкий, В'ячеслав Скорик, Євген Лісничий, Ігор Іванов, Олександр Чернов, Олена Борозенець, Ольга Гриськова, Ілона Бойко, Віталій Ізмалков, Петро Сова, Роман Солошенко

## Виробництво
У травні 2018 року було оголошено, що Гай Річі буде режисером і сценаристом фільму у дусі його попередніх робіт: «Карти, гроші та два стволи, що димлять» і «Великий куш». Проєкт був оголошений на Каннському кінофестивалі 2018 року, де компанія Miramax придбала права на його розповсюдження. Очікувалось, що зйомки розпочнуться у жовтні. У жовтні до акторського складу приєдналися Меттью Мак-Конегі, Кейт Бекінсейл, Генрі Голдінг і Г'ю Грант, а у листопаді — Джеремі Стронг, Джейсон Вонг і Колін Фаррелл. Мішель Докері замінила Бекінсейл. У грудні 2018 року роль у фільмі отримала Лайн Рені.
Основні зйомки розпочалися у листопаді 2018 року. Серед місць зйомок була West London Film Studios.

## Випуск
У лютому 2019 року STX Entertainment придбала права на розповсюдження фільму. Він вийшов у широкий прокат 24 січня 2020 року, в Україні — 13 лютого 2020 року.

## Сприйняття

### Касові збори
Фільм «Джентльмени» зібрав 15,9 мільйона доларів у Великій Британії, 36,5 мільйона доларів у Сполучених Штатах та Канаді та 62,8 мільйона доларів в інших країнах, що становить загалом 115,2 мільйона доларів у всьому світі.
У Сполучених Штатах та Канаді фільм вийшов одночасно з «Поворотом гвинта», і за прогнозами, мав зібрати близько 10 мільйонів доларів у 2100 кінотеатрах у перший вікенд. У перший день фільм зібрав 3,1 мільйона доларів, включаючи 725 000 доларів з попередніх показів у четвер увечері. У підсумку він дебютував з 10,6 мільйонами доларів, посівши четверте місце в прокаті. Потім у другий вікенд він зібрав 6 мільйонів доларів, посівши п'яте місце. У третій та четвертий вікенди фільм зібрав відповідно 4,2 мільйона доларів та 2,7 мільйона доларів.

### Відгуки критиків
На агрегаторі рецензій Rotten Tomatoes фільм має рейтинг схвалення 75% на основі 278 рецензій, із середнім рейтингом 6,5/10. 
Консенсус критиків веб-сайту Rotten Tomatoes говорить: «Можливо, це не принесе сценаристу-режисеру Гаю Річі багато нових прихильників, але для тих, хто вже налаштований на зухвалий лад режисера, «Джентльмени» стоять високо». На Metacritic фільм має середньозважену оцінку 51 зі 100, на основі 44 критиків, що вказує на «змішані або середні відгуки». Глядачі, опитані CinemaScore, дали фільму середню оцінку «B+» за шкалою від A+ до F, тоді як PostTrak повідомив про середні 3,5 з 5 зірок, причому 48% людей сказали, що вони б точно рекомендували його.
Леа Грінблатт, пишучи для Entertainment Weekly, оцінила фільм на «B−» і виявила, що він не дотягує до попередніх кримінальних фільмів Річі, заявивши: ««Джентльмени» — це не що інше, як повернення до «Карт, грошей та двох стволів» минулих років, наповнене зірками та дефібрильоване достатньою кількістю енергії, щоб вивести горилу з зупинки серця».
Фільм також критикували за расизм. Сімран Ганс, пишучи для The Guardian, зазначає: «Згідно з логікою Річі, білі наркобарони — підприємці з моральною перевагою; азійські торговці героїном — «вбивці світів»». Гері М. Крамер, пишучи для Salon.com, сказав: «Річі вважає випадковий расизм смішним, а всіх азійських персонажів у фільмі називають зневажливим словом на букву «к»: «китайці». Більшість інших на екрані називають іншим, однаково табуйованим словом на букву «с» (cunt), що має бути зухвалим, але це не так. Це образливо; викликає здригання, а не розважає, і цікаво, коли ж юний Річі нарешті подорослішає і перестане бути таким самовпевненим у своїй дотепності».

### Судовий позов
Через три роки після виходу фільму Річі подав позов актор Міккі Де Хара (який зіграв Турбо в попередньому фільмі Річі «Рок-н-рольник») за копіювання «акторського складу, їхніх характерів та «унікальних аспектів сюжету» з сценарію, який Де Хара запропонував Річі як продовження «Рок-н-рольника». Де Хара стверджував, що коли він намагався вирішити це питання в позасудовому порядку, Річі відповів: «Міккі, я та мої люди намагалися зв’язатися з тобою протягом кількох років. Відповіді не було. Я радий, що ми можемо сісти і поговорити». Де Хара стверджував, що найбільш очевидним випадком копіювання була сцена за участю персонажа Тренера та банди «Малюки», яку він очолює, що майже повністю збігалася зі сценою зі сценарію Де Хари з персонажем Тренером, який очолює групу бандитів на прізвисько «Дитячий загін». Річі подав свій захист до Високого суду Лондона, заперечуючи звинувачення в серпні 2023 року. Річі підтвердив, що відбулися обговорення щодо потенційного продовження або трилогії «Рок-н-рольника» і що він використав деякі аспекти сценарію для «Джентльменів»; однак він стверджував, що внесок Де Хари був значно нижчим за порогові значення Гільдії сценаристів Америки та Гільдії сценаристів Великої Британії для отримання авторства.